# أنطون كوزلوف
أنطون كوزلوف (بالروسية: Козлов, Антон Сергеевич)‏ (2 يونيو 1988 ببراتسك في روسيا - ) هو لاعب كرة قدم روسي في مركز الوسط. شارك مع منتخب روسيا تحت 21 سنة لكرة القدم. أما مع النوادي، فقد لعب مع بالتيكا كالينينغراد وتوم تومسك ولوخ إينيرجيا فلاديفوستوك ونادي ساتورن رامنسكوي ونادي ميكا ونادي دينامو سانت بطرسبرغ ‏ وFC Nizhny Novgorod (2007) ‏ وFC Sibiryak Bratsk ‏ وFC Sever Murmansk ‏ ونادي خيمكي وأفانجارد كورسك.

## وصلات خارجية
- أنطون كوزلوف على موقع قاعدة بيانات كرة القدم.إي يو (الإنجليزية)
- أنطون كوزلوف على موقع Soccerway.com (الإنجليزية)